# 红星街道 (泸州市)
红星街道，是中华人民共和国四川省泸州市龙马潭区下辖的一个乡镇级行政单位。

## 行政区划
红星街道下辖以下地区：
龙桥子社区、玉带桥社区、红星社区、龙南社区、新民社区、天立社区、长桥社区和大驿坝社区。